# جاك كامبل
جاك كامبل (بالإنجليزية: Jack Campbell)‏ هو ممثل أسترالي ولد بتاريخ (2 نوفمبر 1970) في سيدني نيوساوث ويلز

## أفلامه
مثل في عدة أفلام منها القطيع.

## وصلات خارجية
- جاك كامبل على موقع IMDb (الإنجليزية)
- جاك كامبل على موقع قاعدة بيانات الفيلم (الإنجليزية)

- صفحته على IMDb